# Enriquillomeer
Het Enriquillomeer (Spaans: Lago Enriquillo) is een zoutmeer in het zuidwesten van de Dominicaanse Republiek. Het is het grootste meer in de Caraïben en tevens het laagstgelegen punt van dat gebied. Het Enriquillomeer is een van de weinige zoutwatermeren die door krokodillen worden bewoond.

## Geografie
Het meer ligt op de vlakte Hoya de Enriquillo, tussen de Sierra de Neiba en Sierra de Baoruco, en is een onderdeel van de Enriquillo-Plantain Garden-breuk. Tussen deze twee gebergten bevond zich vroeger een zeestraat die later door de werking van de aardplaten en opvulling door sediment is afgesloten. In de diepere delen van deze breuk zijn hierdoor zoutmeren ontstaan. Een ander deel van de oude zeestraat is het Étang Saumâtre dat in Haïti ligt.
De bodem van het meer ligt 79 meter onder de zeespiegel. De hoeveelheid water in het Enriquillomeer kan sterk variëren door de plaatselijke omstandigheden. Zo is de waterhoeveelheid tussen 2006 en 2013 bijna verdubbeld. Het stroomgebied omvat tien kleine rivieren. Van de rivieren vanuit de Sierra de Neiba in het noorden ontvangt het meer constant water, maar de rivieren in de zuidelijke Sierra de Baoruco staan soms droog. De waterafvoer van het Enriquillomeer geschiedt uitsluitend door verdamping. Het zoutgehalte in het meer kan variëren tussen 33 ppt tot meer dan 100 ppt.

## Eiland
Het Isla Cabritos is nog het enige eiland in het meer. Vóór de huidige uitbreiding van het meer was het ca. 12 bij 2,2 km (26,4 km²), nu meet het nog ongeveer 18 km² en heeft het een langwerpige vorm. De eilandjes Barbarita (ook plaatselijk bekend als Chiquita) en Islita verdwenen tegen het einde van 2011 door het wassende water. Wanneer het waterpeil in het meer zakt ten gevolge van droge perioden kunnen de eilanden met elkaar verbonden zijn door zandbanken.

## Fauna en flora
De fauna is zeer divers en bestaat met name uit reptielen en vogels. Onder de vogels zijn de flamingo's een van de meest opvallende. Onder de reptielen zijn twee bedreigde soorten leguanen: de neushoornleguaan (Cyclura cornuta) en Ricord leguaan (Cyclura Ricordi). Er zijn ook Amerikaanse krokodillen in het meer, deze zijn een van de grootste in de wereld in het wild. Het is een bedreigde soort, waardoor hier alléén deze populatie nog bestaat. De soort voedt zich met vis zoals tilapia (geïntroduceerde soorten).
De omringende vegetatie is typisch voor droog bos, daarnaast zijn er ook mangroven. Er groeien veel soorten cactussen, in het bijzonder lignum vita (Guaiacum officinale) en Bayahonda of Duindoorn (Prosopis juliflora). Een belangrijke soort is de Saone (Ziziphus rignonii) waarvan de vruchten worden gegeten door leguanen.
Isla Cabritos heeft het enige hyper-xerofyte bos in het Amerikaanse continent dat onder de zeespiegel ligt. Het hoogste deel van het eiland Cabritos ligt 5 m onder de zeespiegel.

## Plaatsen
Er zijn veel dorpen rond het Enriquillomeer waarvan de inwoners leven van landbouw. Het belangrijkste centrum voor alle activiteiten bij het meer is La Descubierta. Daar is een zoetwaterspa Las Barías. Het kantoor en de hoofdingang van Park Nationaal ligt op een enkele kilometers van La Descubierta in La Azufrada.
Momenteel is de dichtstbijzijnde stad Boca de Cachón, deze ligt op 28 meter onder de zeespiegel.

## Toerisme
Het Enriquillomeer is uitgegroeid tot een belangrijke toeristische bestemming voor zowel binnenlandse als buitenlandse toeristen. Het merendeel bezoekt alleen La Azufrada en brengt daar een dag door. Om het eiland Cabritos te bezoeken moet men vroeg in de ochtend bij La Azufrada zijn, want na de morgen is de branding erg sterk.
Kort voor La Azufrada is een set rotstekeningen, mogelijk van pre-Taíno Indianen. Deze worden "las caritas" (smilies of lachebekjes) genoemd. Vanaf deze plek heeft men een uitzicht op het meer met zijn eiland(en).

## Expansie

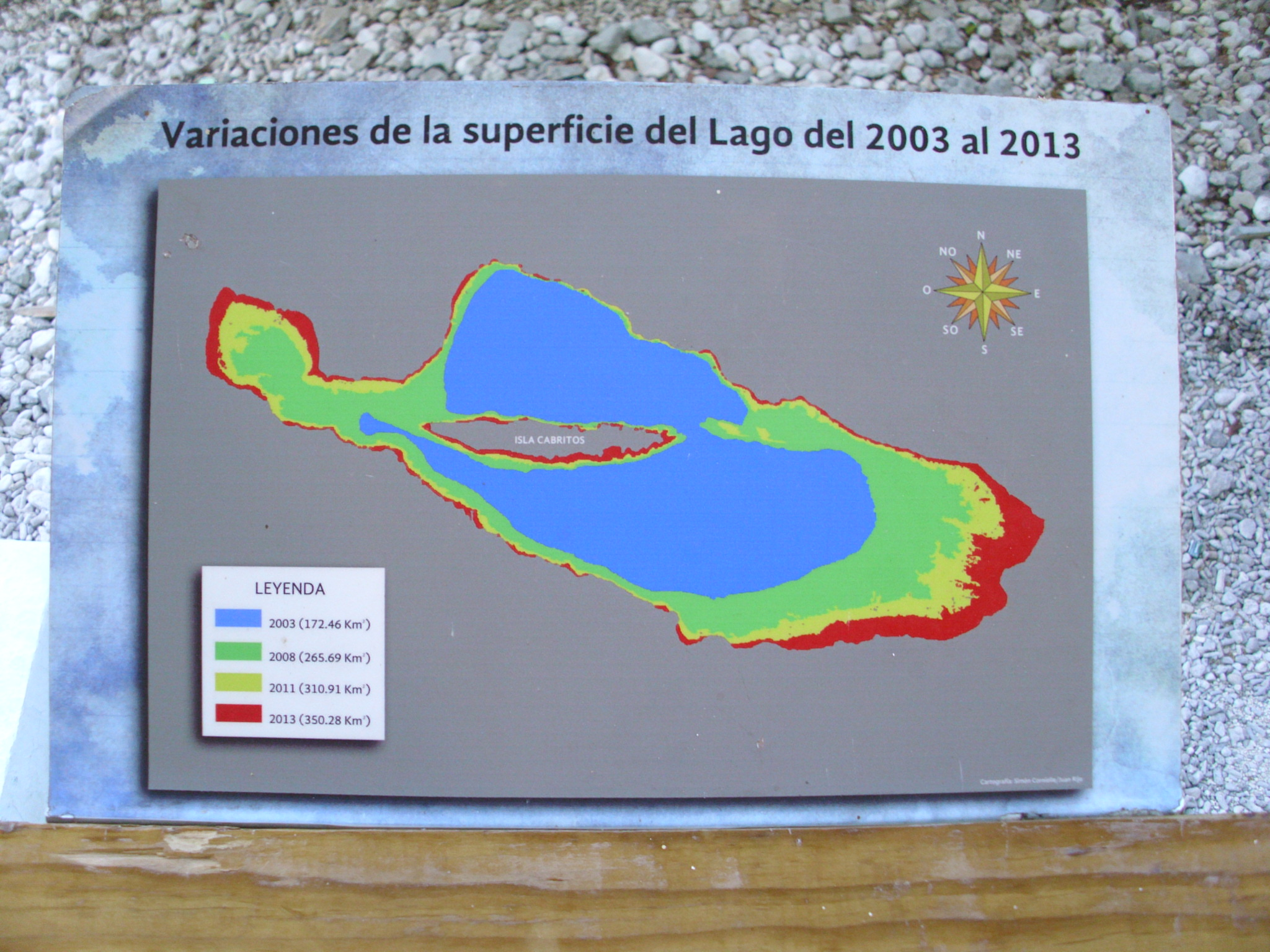
Expansie van het Enriquillomeer

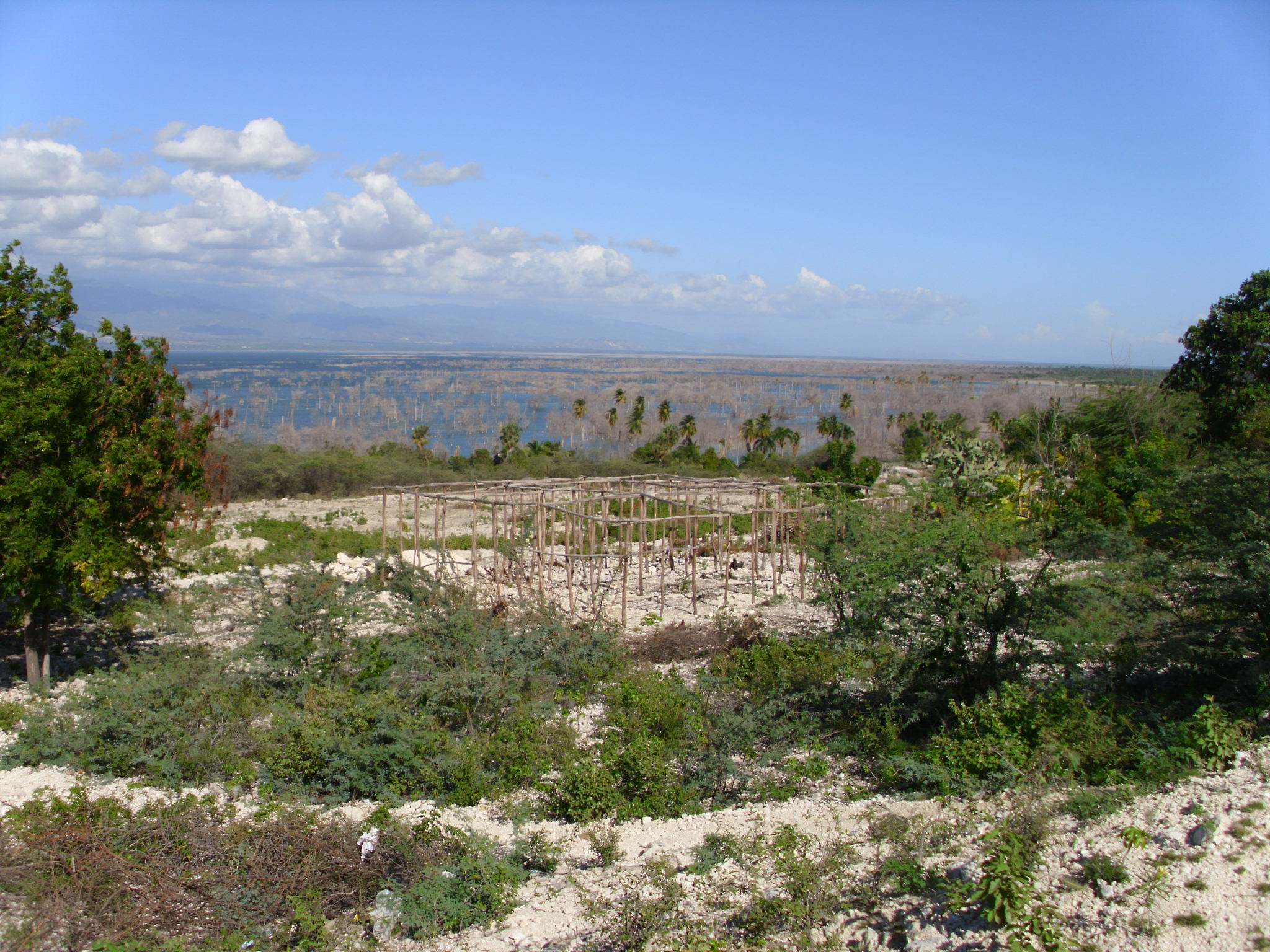
Overstroomd land (zuidwest zijde)

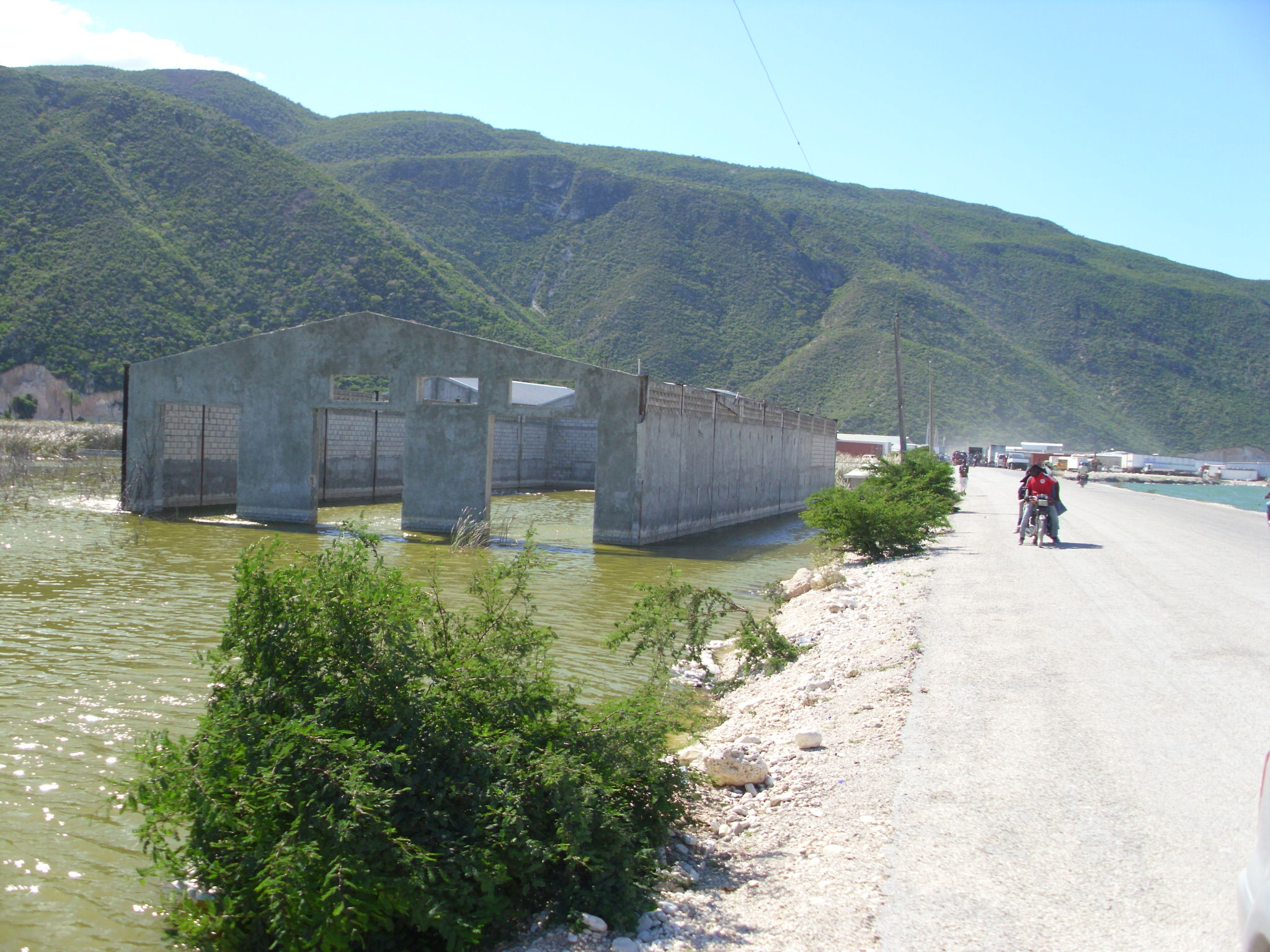
Uitbreiding van het Étang Saumâtre bij de Dominicaanse grens

De omvang van de meren in het gebied kan sterk variëren. In augustus en september van het Atlantisch orkaanseizoen 2008, na de passage van diverse stormen en tropische cyclonen (Fay, Gustav, Hanna, Ike), werd door de lokale bevolking en de aanwezige wetenschappers opgemerkt dat in de loop van drie weken het Enriquillomeer en de Laguna Rincón sterk in omvang toenamen.
Door de extreme regenval en de afwijkende koers van de rivier Yaque del Sur, dreigde het water van Laguna Rincón de omringende gebieden te overstromen. In eerste instantie is dit water versneld door het Trujillokanaal getransporteerd, dat normaal wordt gebruikt voor irrigatie van de droge gebieden voor de teelt.
In de jaren 70 van de twintigste eeuw kwam het water van Lago Enriquillo tot minder dan twee kilometer van de plaats Boca de Cachón. Daarna trok het water zich meer dan tien km terug en bleef op een stabiel niveau tot ongeveer 2006. Het zoute water van het Enriquillomeer begon veel landbouwgrond te overspoelen, waardoor de bevolking problemen kreeg met de voedselvoorziening en werkgelegenheid. Ook moesten gezinnen uit de plaatsen Boca de Cachón, Las Baitoas, Vengan a Ver en een deel van Duvergé worden geëvacueerd. De beheerder van het park meldde dat het zoute water ook 25 zoetwaterbronnen had overspoeld en zwavelhoudende ruimte en grotten was binnengedrongen.
De oorspronkelijke oppervlakte van het meer was ongeveer 17.200 hectare of 172 vierkante kilometer om sindsdien te stijgen tot 26.569 hectare (januari 2009); een maand later (februari 2009) was de omvang toegenomen tot 28.134 hectare en in april 2011 steeg het oppervlak boven de 37 000 hectare, wat overeenkomt met 370 vierkante kilometer. De overstroomde boerderijen in Boca de Cachón werden toen door krokodillen bezocht.
In juni 2012 kwam de plaats Boca de Cachón gedeeltelijk onder water van het Enriquillomeer. De toegang tot de plaats Las Baitoas werd bedreigd, doordat het meer de verbindingsweg langs de gemeenschap tot enkele meters was genaderd. Volgens een NASA-rapport had het Enriquillomeer tussen 2000 en 2011 een totaal van 16.000 ha overstroomd.
Het is een regionaal probleem omdat ook het Haïtiaanse meer zijn grenzen uitbreidt. Het Étang Saumâtre heeft zich de afgelopen 10 jaar met ongeveer een meter per jaar vergroot. Volgens satellietbeelden groeide het tot 134 vierkante kilometer en was het twee kilometer de Dominicaanse Republiek binnengetrokken, waardoor het Dominicaanse douanekantoor in brak water staat.
Men is nog op zoek naar de oorzaak en mogelijkheden om de bevolking te helpen bij een tijdelijke of permanente evacuatie.